# Rowena (Texas)
Rowena è una comunità non incorporata degli Stati Uniti d'America della contea di Runnels nello Stato del Texas. Secondo il censimento degli Stati Uniti, la popolazione era stimata in 483 abitanti nel 2000, con un aumento del 3% rispetto al censimento del 1990 (466 Rowenani).
Il servizio postale degli Stati Uniti ora stima la popolazione a 714.
L'altitudine è di 1.628 piedi sul livello del mare.
Rowena è nota come il luogo di nascita di Bonnie Parker, compagna del rapinatore di banche Clyde Barrow, ed è stata teatro di una rapina in banca che ha fatto notizia a livello nazionale nel 1968.

## Storia
Paul J. Baron progettò la città nel 1898.